# 神採鍊金名匠
《神採鍊金名匠》是一款由日本Eushully於2011年4月22日發售的角色扮演類型成人遊戲。

## 系統
遊戲分爲推進故事劇情的ADV部分和在迷宮中收集金錢和裝備道具、觸發事件的SLG部分。SLG部分沿襲了2009年4月24日發售的《姬狩 Dungeon Master》的系統。遊戲的主要目標是運營自己的工房，所以遊戲內容主要集中在店鋪運營方面。如果玩家資金見底從而沒有錢向工匠會納稅或支付生活必需費用，會直接GAME OVER。爲了進行劇情，玩家必須從市民那裏獲得一定的評價值，因此玩家需通過製作和銷售物品、完成市民的委託來積攢資金和評價值。可以製作的物品也包括女性角色的衣服，通過更換女性角色的衣服可以改變其外表和一部分事件CG。
本作的故事背景是位於德爾-里法納（ディル＝リフィーナ）的拉烏爾巴什大陸（ラウルバーシュ大陸）南方的塞特托里（セテトリ）地區，描述了《戰女神VERITA》終盤到《戰女神》之間發生的故事。
本作有3個女性主要角色及其路線，由遊戲中盤主人公的行動來決定遊戲的發展路線。根據路線的不同，主人公可以去的地點和可以製作的物品也會有所不同。此外，存在有與次要角色的H事件。

## 評價
《神採鍊金名匠》在日本美少女游戏与动画相关商品销售网站Getchu.com的2011年5月销量榜上排名第20名；上半年排名第4名；全年排名第6名。在2011年度萌系遊戲大賞獲得月間獎、銀獎。

## 外部連結
- 官方網站 （页面存档备份，存于）（日語）